# Luis Carol
Luis Rosanio Carol (Villa Loreto, Santiago del Estero, Argentina, 25 de agosto de 1839 - Santiago del Estero, Argentina, 1875) fue un profesor y político argentino, que se desempeñó como diputado nacional en representación de su provincia natal y ocupó diversos cargos públicos.

## Reseña biográfica
Luis Rosanio Carol nació en Villa Loreto el 25 de agosto de 1839. Fue hijo de Félix Patricio Carol y Dolores Bustamante de Iramaín. Desde 1860 se desempeñó en la función pública, realizando en su provincia natal tareas de reconocimiento de la riqueza del suelo y relevando las capacidades productivas de la zona. Fue subsecretario de la Convención Constituyente de 1864, encargada de dictar la primera reforma a la Constitución Provincial de Santiago del Estero. Fue profesor del Colegio Nacional de Santiago del Estero y en paralelo efectuó un estudio sobre la riqueza agropecuaria durante el gobierno de Absalón Ibarra, junto con Gregorio Santillán y Arsenio Leiva. Fue también subsecretario de gobierno, fiscal, defensor de menores, juez de primera instancia, diputado provincial y diputado nacional en dos oportunidades. Falleció en Santiago del Estero, en 1875.